# Sagvan Tofi
Sagvan Tofi (* 7. září 1964 Praha) je český herec, zpěvák a model, z otcovy strany je napůl Kurd.
Je autorem muzikálů Děti ráje a Čas růží.

## Život
Otec je irácký Kurd a matka Češka, seznámili se během jeho studií v Československu. Sagvan Tofi žil v dětství v Iráku. Jeho rodiče se po několika letech rozvedli, jeho nevlastním otcem byl kriminalista Miloslav Dočekal, který ho přes svého přítele Jiřího Kodeta přivedl k herectví.

## Jméno
Sagvan Tofi sám tvrdí, že jeho rodné jméno znamená „muž, co hledí na psa“.[zdroj?] Podle dostupných informací je „Sagvan“ původně maráthské místní označení ze severu Konkánského pobřeží v Indii, označující lesnaté oblasti.

## Filmografie
- 1982 - Od vraždy jenom krok ke lži
- 1983 - Vítr v kapse
- 1983 - Zámek "NEKONEČNO"
- 1983 - Stav ztroskotání
- 1984 - Rubikova kostka
- 1985 - Bylo nás šest
- 1988 - Kamarád do deště
- 1992 - Kamarád do deště II – Příběh z Brooklynu
- 2005 - Rodinné tajomstvá
- 2017 - Kapitán Exner
- 2019 - Ordinace v růžové zahradě
- 2020 - Nový život
- 2023 - Bodyguardi

## Diskografie
- 1988 - Večírek - Kroky Františka Janečka
- 1991 - Sagi
- Best Of, Popron music 2003